# Věra Růžičková
Věra Růžičková (Brno, Checoslovaquia; 10 de agosto de 1928-24 de noviembre de 2018) fue una gimnasta artística checoslovaca, campeona olímpica en Londres 1948 en el concurso por equipos.

## Carrera deportiva
En las Olimpiadas celebradas en Londres en 1948 consigue junto con su equipo el oro en el concurso grupal, quedando por delante de las gimnastas húngaras y las estadounidenses, y siendo sus compañeras de equipo: Božena Srncová, Marie Kovářová, Miloslava Misáková, Milena Müllerová, Zdeňka Honsová, Olga Šilhánová y Zdeňka Veřmiřovská.